# Marian Nixon
Marian Nixon (Superior, Wisconsin; 20 de octubre de 1904 – Los Ángeles, California; 13 de febrero de 1983) fue una actriz cinematográfica estadounidense.

## Biografía
Su verdadero nombre era Maria Nissinen, nació en Superior, Wisconsin. Sus inicios fueron muy modestos y desde los quince años de edad dependió de sí misma.
Siendo adolescente empezó a actuar como bailarina de vodevil y debutó en el cine en 1922. En 1924 fue elegida por la Western Association of Motion Picture Advertisers como una de las WAMPAS Baby Stars, junto a prometedoras actrices como Clara Bow y Dorothy Mackaill.
Tras un aprendizaje haciendo de ingenua en filmes de género western, fue obteniendo trabajos de protagonista femenina frente a estrellas masculinas como Raymond Griffith, Reginald Denny, John Barrymore, Richard Barthelmess, y Al Jolson. Además, fue una de las pocas actrices del cine mudo que superó con éxito la transición al cine sonoro, trabajando junto a la nueva estrella masculina James Cagney en Winner Take All (O todo o nada) (1932), aunque su imagen almibarada iba quedando paulatinamente desfasada. Su debut en el sonoro fue con el papel de Mary Lane en Rainbow Man (1929), coprotagonizada por Eddie Dowling.
El 11 de agosto de 1929 Nixon se casó con Edward Hillman Jr., en la casa de los padres del novio. El matrimonio acabó en divorcio en 1933.
En 1934, intentó cambiar su imagen interpretando un papel de comedia, al estilo de la actriz de esa época Gracie Allen, en la película We’re Rich Again. El filme no fue un éxito. Sin embargo fue beneficiosa en un aspecto para Nixon: se casó con el director de la cinta, William Seitier, una unión que duró hasta el fallecimiento de él en 1964. Diez años más tarde, en 1974, la ya retirada Nixon se casó con el actor y productor Ben Lyon, viudo de la actriz Bebe Daniels.
Marian Nixon falleció en Los Ángeles, California. Por su contribución a la industria cinematográfica, recibió una estrella en el Paseo de la Fama de Hollywood.